# Shi (kana)
Shi (romanização do hiragana し ou katakana シ) é um dos kana japoneses que representam um mora. No sistema moderno da ordem alfabética japonesa (Gojūon), ele ocupa a 12.ª posição do alfabeto, entre Sa e Su.
| Forma                                 | Romaji              | Hiragana             | Katakana             |
| ------------------------------------- | ------------------- | -------------------- | -------------------- |
| sh- (さ行 sa-gyō)                     | shi                 | し                   | シ                   |
| sh- (さ行 sa-gyō)                     | shii shī            | しい, しぃ しー      | シイ, シィ シー      |
| Com yōon sh- (しゃ行 sha-gyō)         | sha                 | しゃ                 | シャ                 |
| Com yōon sh- (しゃ行 sha-gyō)         | shaa shā, shah      | しゃあ しゃー        | シャア シャー        |
| Com yōon sh- (しゃ行 sha-gyō)         | shu                 | しゅ                 | シュ                 |
| Com yōon sh- (しゃ行 sha-gyō)         | shuu shū            | しゅう しゅー        | シュウ シュー        |
| Com yōon sh- (しゃ行 sha-gyō)         | sho                 | しょ                 | ショ                 |
| Com yōon sh- (しゃ行 sha-gyō)         | shou shoo shō, shoh | しょう しょお しょー | ショウ ショオ ショー |
| Com dakuten j/z- (ザ行 za-gyō)        | ji, zi              | じ                   | ジ                   |
| Com dakuten j/z- (ザ行 za-gyō)        | jii, zii jī, zī     | じい, じぃ じー      | ジイ, ジィ ジー      |
| Com yōon e dakuten j- (じゃ行 ja-gyō) | ja                  | じゃ                 | ジャ                 |
| Com yōon e dakuten j- (じゃ行 ja-gyō) | jaa jā, jah         | じゃあ じゃー        | ジャア ジャー        |
| Com yōon e dakuten j- (じゃ行 ja-gyō) | ju                  | じゅ                 | ジュ                 |
| Com yōon e dakuten j- (じゃ行 ja-gyō) | juu jū              | じゅう じゅー        | ジュウ ジュー        |
| Com yōon e dakuten j- (じゃ行 ja-gyō) | jo                  | じょ                 | ジョ                 |
| Com yōon e dakuten j- (じゃ行 ja-gyō) | jou joo jō, joh     | じょう じょお じょー | ジョウ ジョオ ジョー |

| (sha) | (しゃ) | (シャ) |
| (shi) | (し)   | (シ)   |
| (shu) | (しゅ) | (シュ) |
| she   | しぇ   | シェ   |
| (sho) | (しょ) | (ショ) |

| (ja) | (じゃ) | (ジャ) |
| (ji) | (じ)   | (ジ)   |
| (ju) | (じゅ) | (ジュ) |
| je   | じぇ   | ジェ   |
| (jo) | (じょ) | (ジョ) |

## Formas alternativas
No Braile japonês, し ou シ são representados como:
| ●  | － |
| ●  | ●  |
| － | ●  |

O Código Morse para し ou シ é: −−・−・

## Sequência de traços
|  |  |

|  |
|  |